# 七龙珠 神龙之谜
《七龙珠 神龙之谜》是一款由万代公司制作的动作的游戏。本游戏是七龙珠系列在FC的首作，于1986年11月27日在FC游戏机发行。